# 114e régiment d'infanterie (Royal Highlander Volunteers)
Pour les articles homonymes, voir 114e régiment.
Le 114e régiment d'infanterie (Royal Highlander Volunteers), en anglais 114th Regiment of Foot, Royal Highlander Volunteers, est une unité militaire de l'armée britannique levé dans les Highlands pendant la guerre de Sept Ans.

## Historique
Le régiment est levé par Allan Maclean de Torloisk, qui reçoit sa commission de colonel le 18 octobre 1761,. Le régiment compte six compagnies.
Il est destiné à rejoindre l'Amérique du Nord mais sa formation n'est pas menée jusqu'au bout. Le régiment reste en Grande-Bretagne et envoie des détachements renforcer les autres régiments Highlanders,.
Il est dissous en 1763 sans avoir combattu,.

## Uniforme
D'après le portrait d'un lieutenant du régiment, le 114e a un uniforme semblable aux autres régiments Highlanders, avec une veste rouge à couleur distinctive bleue, celle du 84e régiment Highlander (en).